# Hansborg
Hansborg var et firefløjet renæssanceslot i Haderslev i hertugdømmet Slesvig, nuværende Sønderjylland. 

## Bygningshistorie
Hansborg blev påbegyndt 1557 af hertug Hans den Ældre med Hercules von Oberberg som bygmester. Vest- og sydfløjen stod færdige i henholdsvis 1562 og 1565, hvorimod nordfløjen først blev færdigbygget i 1582 og østfløjen i 1585, fem år efter hertugens død. Slottets grundplan målte 81 x 75 m og var i tre etager over en høj kælder og havde to tårne i henholdsvis det nordvestlige og sydøstlige hjørne, der ragede en etage op over den øvrige bygningskrop.
Slottet var det ældste af renæssancens fyrsteslotte i de danske riger, og i 1597 blev Christian 4.s bryllup afholdt her. Slottet nedbrændte 1644, og i 1979 blev dets fundamenter delvis frigravet. Kirken på Koldinghus er en kopi af Hansborgs.

## Braunius' prospekt
På Braunius' prospekt over Haderslev fra 1585 ses tydeligt detaljer i byen, herunder domkirke, kloster og byporte. Yderst mod øst ses det gamle Hansborg.

## Eksterne links
- Museumsinspektør Lennart Madsens udredning Arkiveret 19. juli 2011 hos  Wayback Machine

55°14′59″N 9°29′31″Ø / 55.24972°N 9.49194°Ø